# Teste de caixa-branca
Teste de caixa-branca é uma técnica de teste que usa a perspectiva interna do sistema para modelar os casos de teste. No teste de software, a perspectiva interna significa basicamente o código fonte. No teste de hardware, cada nó de um circuito pode ser testado.
Difere do teste de caixa-preta, em que a perspectiva interna do sistema é desconsiderada, sendo testadas e mensuradas somente as interfaces do sistema. Entretanto, ambas as técnicas podem ser usadas em conjunto, no que é chamado teste de caixa-cinza. Dessa forma, o teste é modelado conhecendo-se a estrutura interna do sistema, mas a execução ignora esse aspecto, como na caixa-preta.
Como os testes são baseados na implementação ao invés da interface, caso a implementação seja alterada, o teste provavelmente também terá que ser. Essa implicação adiciona um peso financeiro maior para mudar o processo de desenvolvimento. Um custo maior também se deve ao fato de que, por exigir o conhecimento interno do sistema, esse teste exige mais conhecimento técnico do testador. Entretanto, uma vantagem desse teste é que, como a estrutura interna é usada como referência, é fácil encontrar os valores de entrada mais úteis para o teste, o que também ajuda na otimização geral do sistema.
O teste de caixa-branca é aplicável nas fases de unidade (unitário), integração, regressão e sistema do processo de teste, e geralmente usado na fase de unidade. Estratégias usadas no teste de caixa-branca incluem o teste de fluxo de controle, teste de fluxo de dados e ramificação da execução, além da análise estática.